# Brassiophoenix drymophloeoides
Brassiophoenix drymophloeoides  (лат.) — вид однодольных растений рода Brassiophoenix семейства Пальмовые (Arecaceae). Впервые описан немецким ботаником Карлом Эвальдом Бурретом в 1935 году.

## Распространение, описание
Эндемик Папуа — Новой Гвинеи. Распространён в низменных тропических лесах.
Фанерофит. Пальма высотой 10 м с мягким стеблем диаметром 5—7 см. Листья парноперистые, длиной 1,4—2,3 м, по 5—12 на каждом растении; лист в свою очередь состоит из 14—28 листочков обратноланцетовидной формы, длиной 33—84 см. Цветки собраны в метёлковидное соцветие. Плоды шаровидные, оранжевого цвета, 25—30 мм в диаметре.

## Значение
Выращивается как декоративное растение.